# Дрезина
Дрезината представлява в най-общ вид количка, която се движи по железопътни релси за влакове. Тя се задвижва от пътниците, които се возят на нея, от други хора, които я бутат, или от двигател. Служи за превозване на железопътни работници, които извършват инспекция\ремонт или за малки товари. Могат да бъдат прикачвани ремаркета.
Типичната конструкция представлява платформа на колела със специална ръчка, чрез която става задвижването на количката. Някои са едноместни, други двуместни с 3 или 4 колела.
- Триколесна дрезина
- Дрезина от 1817 година
- Четириколесна дрезина с двама водачи